# UEFA Champions League Highlight
UEFA Champions League Highlightは、スカパー!が制作するUEFAチャンピオンズリーグの試合速報や解説をメインに扱ったサッカー番組。

## 概要
2003年9月に「UEFA Champions League Highlight 欧蹴覇王（ヨーロピアンキングス）」として放送開始。2006年にタイトルを「UEFA Champions League Highlight European Kings」（通称：ヨーロピアンキングス）へ変更したが、現在はヨーロピアンキングスを外したタイトルになっている。
初回放送は毎週木曜日20時-21時、スカチャンにて生放送。なお、2010-2011シーズンは毎週金曜日20時-21時だった。

## 出演者
- うじきつよし (MC)
- 加藤未央（アシスタント）2014-15シーズンまで
- 堀田茜 (アシスタント) 2015-16シーズンより
- 藤野直彦（ナレーション）
  - 藤野は放送カード告知CMのナレーションや、試合中継を含むCL関係番組でのオープニングのナレーション（提供読み）も担当している。
- 解説者
  - CLの試合中継の解説者が1-2名登場する。

## 番組内容
UEFAチャンピオンズリーグの情報がメインのサッカー番組。火曜日・水曜日の深夜に試合がある週に、UEFAチャンピオンズリーグ全試合・全ゴールのダイジェストを紹介。ゲスト解説者による分析で試合のポイントを振り返る。なお決勝が土曜日開催になって以降は、日曜日に試合ハイライトを放送し（うじきは現地取材に赴いているためMCは代役を立てる）、翌木曜日に1年間の振り返りを放送し最終回となる。
年に数回、討論会を開き、ゲスト解説者3、4名による討論も行われている。

## コーナー
- 加藤未央のミオトク!
  - 特集コーナー
- footballista UCL HOT PRESS
  - フットボリスタとのコラボレーションコーナー。フットボリスタの現地ライターによる現地情報を放送する。

## スタッフ
- 構成：高橋マツピロ (高橋松博)、柳戸潤
- 協力：deltatre　リンク
- 技術
  - TP：唐木俊一、坂口歩
  - TD：古谷真治
  - SW：片平哲也
  - CAM：奈良岡茂樹
  - AUD：小菅涼子
  - LD：田部井利行
- SE：カブラギ正志 (橅木正志　スカイウォーカー)
- 美術：フジアール
- タイトル：大窪まさひろ (BFG)
- CG：梶浜育磨
- TK：木村真由美
- ヘアメイク：江利川美奈
- ヘアスタイリスト：ume
- データ：ＫＯＦＡ
- ディレクター：佐々木正洋、須藤哲也、山本拓郎、柳田繁、赤瀬秀義、尾関賢一、高橋孝太
- 編成：金子尚文、軽部岳大
- プロデューサー：茂木邦明、渡邊進
- 制作協力：フジ・メディア・テクノロジー、ＳＰＢＣ